# Хинчагов, Руслан Ерганович
Хинчагов Руслан Ергенович (р.29 января 1970) — узбекский борец осетинского происхождения, чемпион Азии, призёр чемпионатов мира. Заслуженный спортсмен Республики Узбекистан (2000).

## Биография
Родился в 1970 году во Владикавказе, с 13 лет занялся борьбой. Впоследствии переехал в Узбекистан и стал выступать за эту страну. В 1993 году завоевал бронзовую медаль чемпионата мира. В 1995 году стал бронзовым призёром чемпионата мира и чемпионата Азии, а также чемпионом Центральноазиатских игр. В 1996 году стал чемпионом Азии и выиграл кубок мира. В 1999 году вновь стал чемпионом Азии. В 2000 году опять стал чемпионом Азии, но на Олимпийских играх в Сиднее занял лишь 5-е место.